# Agrociudad
Agrociudad es un concepto de la geografía humana, con dimensiones sociológicas y antropológicas, que se aplica a los núcleos de población cuyo número de habitantes supera ampliamente no sólo el máximo que convencionalmente se estima para los pueblos (2.000 en España), sino el mínimo que permite la consideración de una ciudad (10.000 en España); pero cuyas funciones no presentan la diversificación necesaria, concentrándose en el sector primario.
En la mitad sur de la península ibérica, al igual que en el Mezzogiorno italiano, son habituales las agrociudades con decenas de miles de habitantes. También hay algún uso del término para otros lugares, particularmente el noroeste de México.

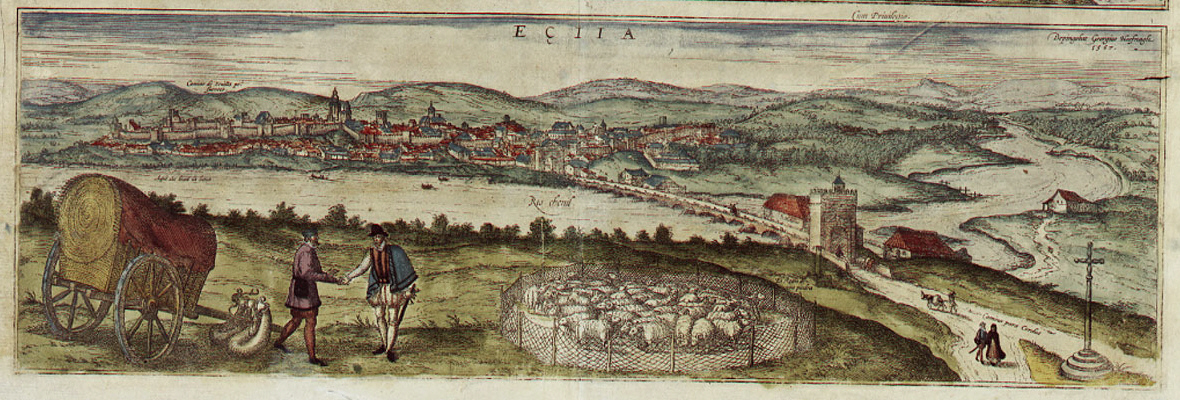
Écija en el siglo XVI.
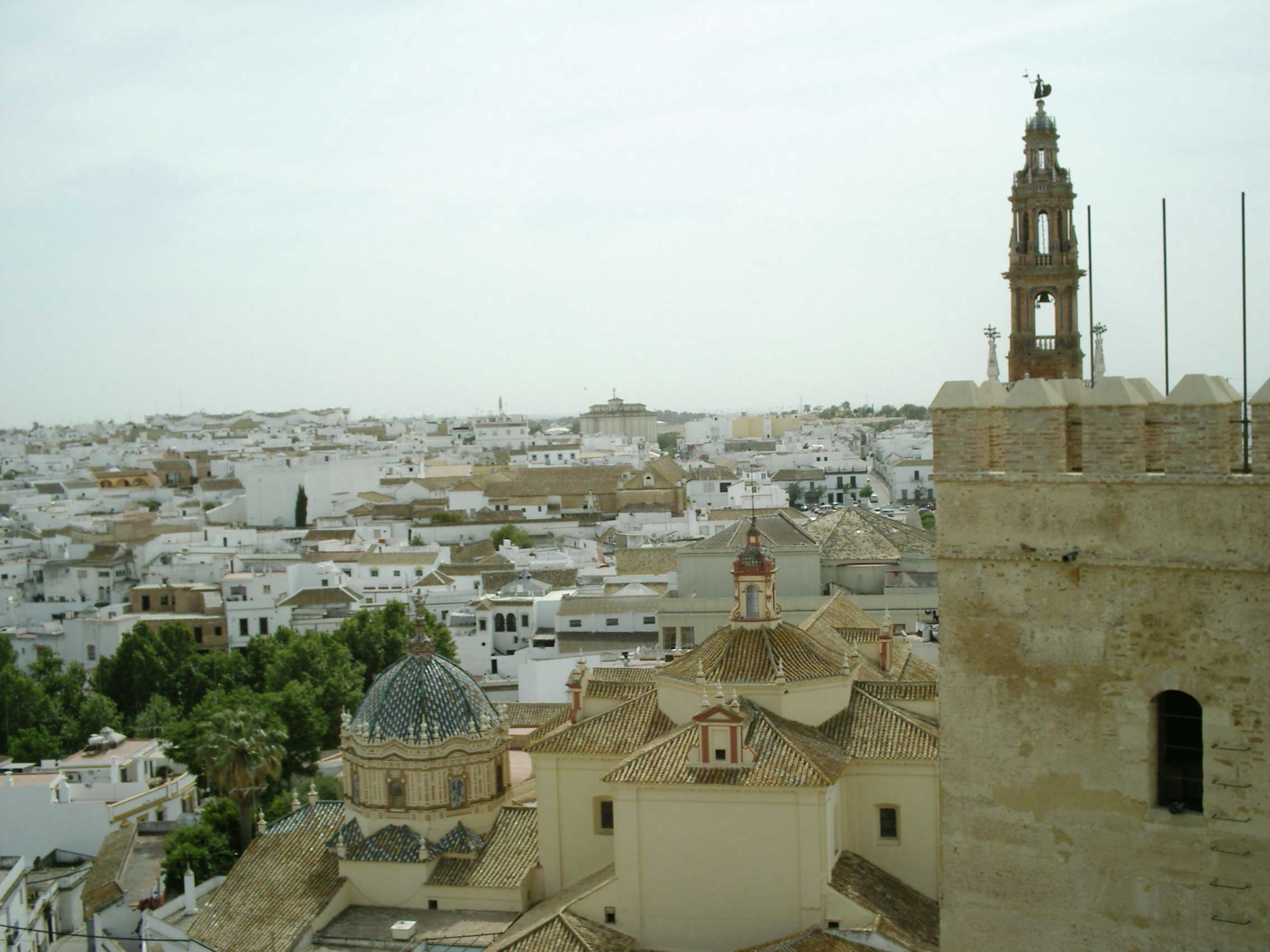
Carmona.
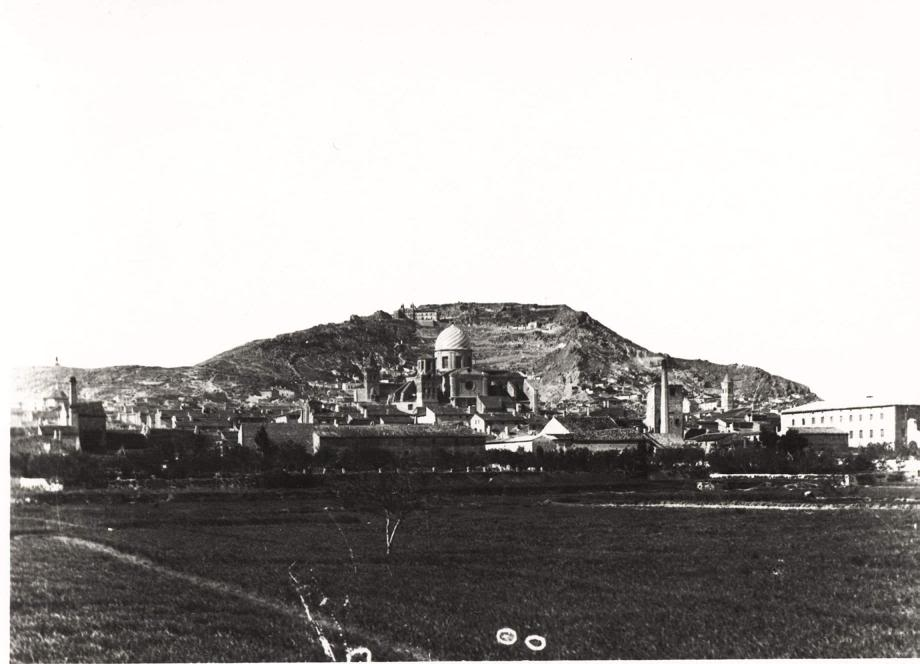
Yecla en 1905.
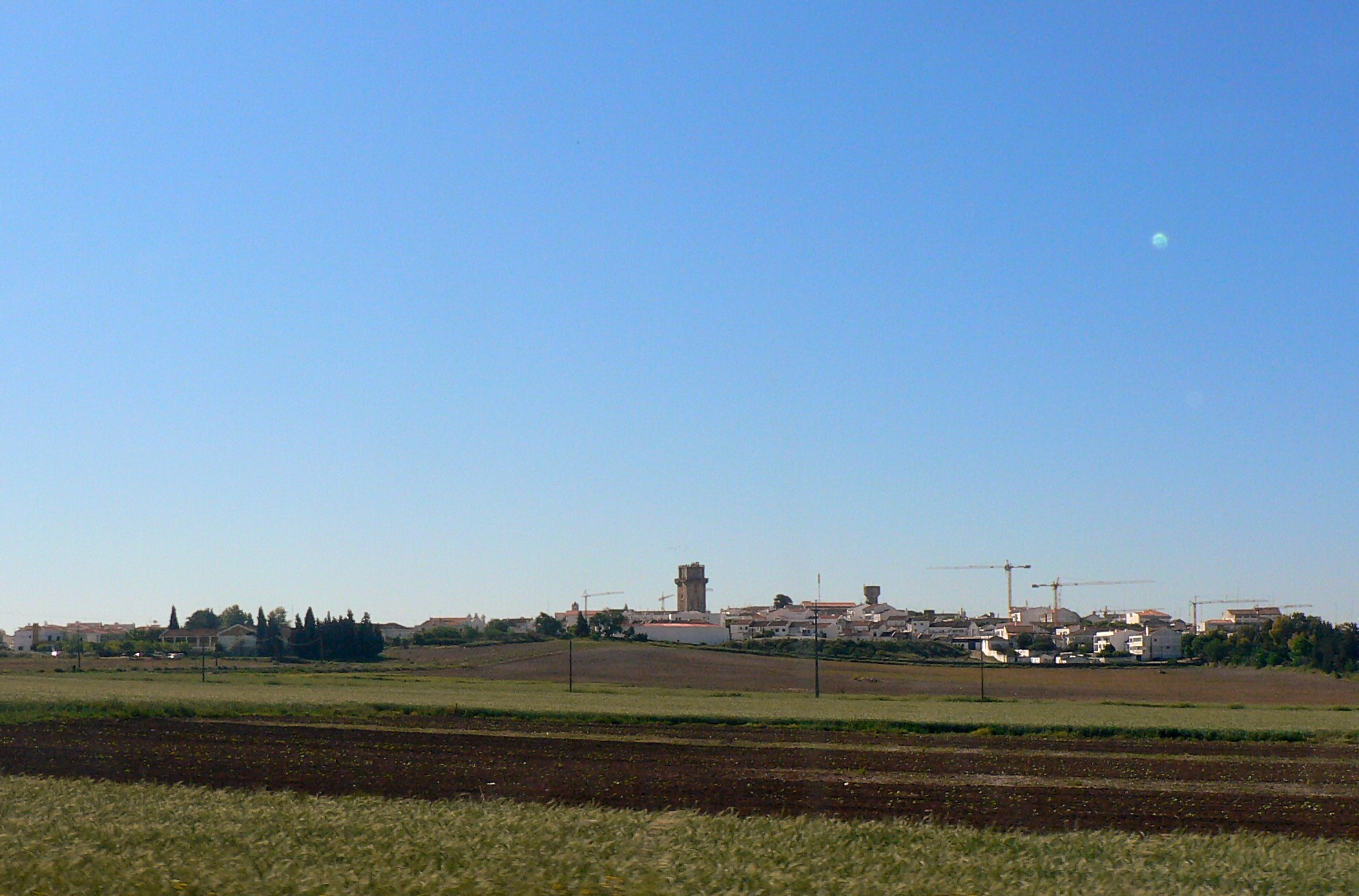
Beja.

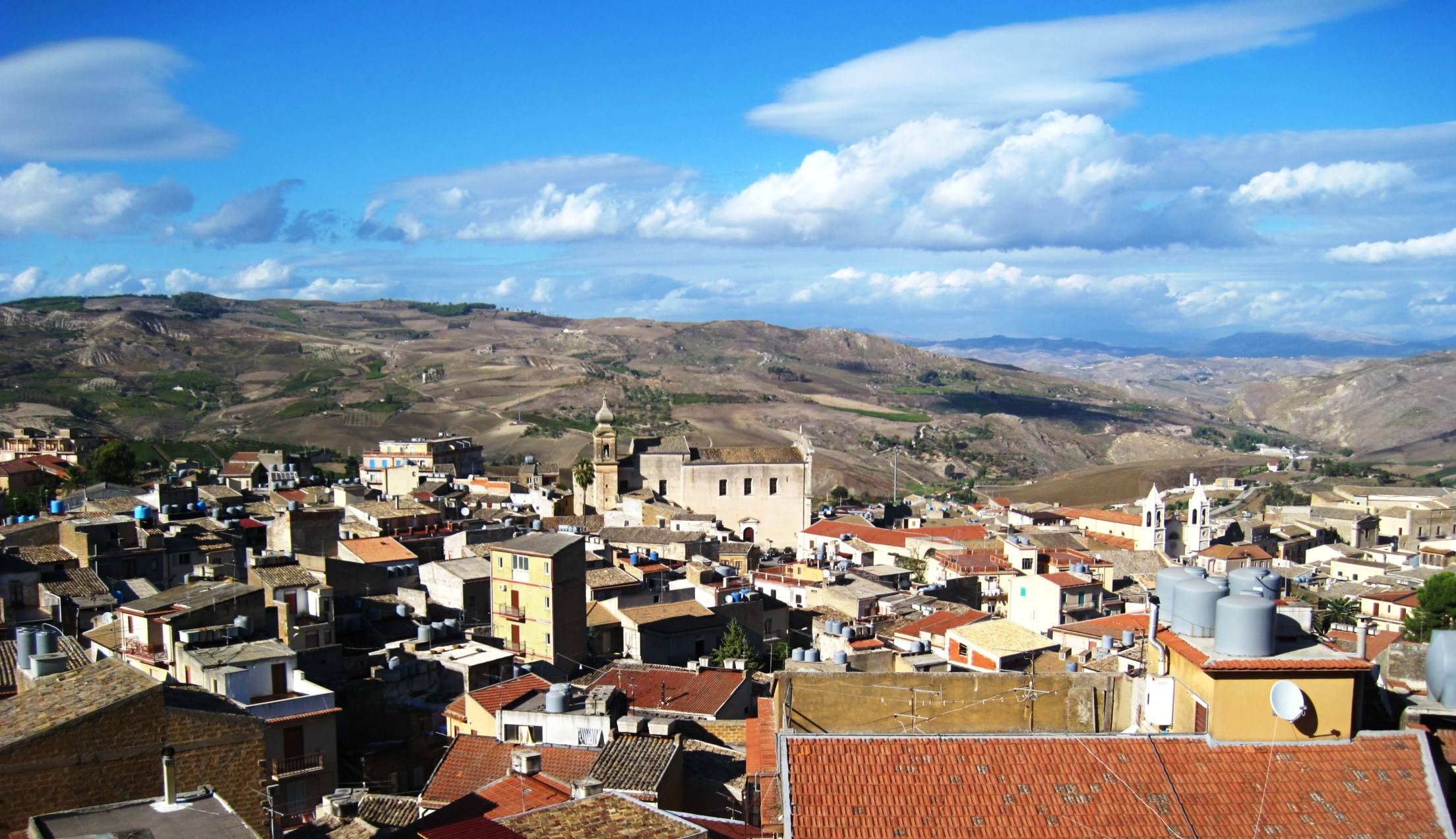
Racalmuto (Sicilia). Es el lugar de nacimiento de Leonardo Sciascia, citado como agrociudad en el estudio de Giordano.
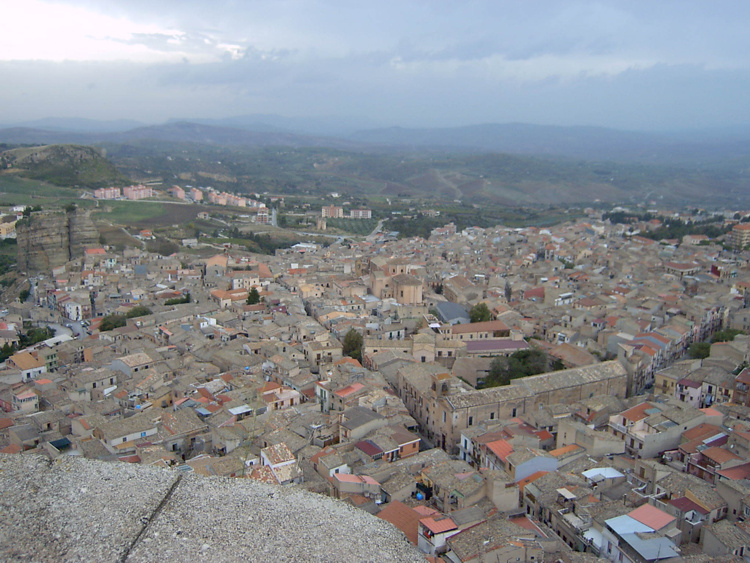
Corleone (Sicilia).
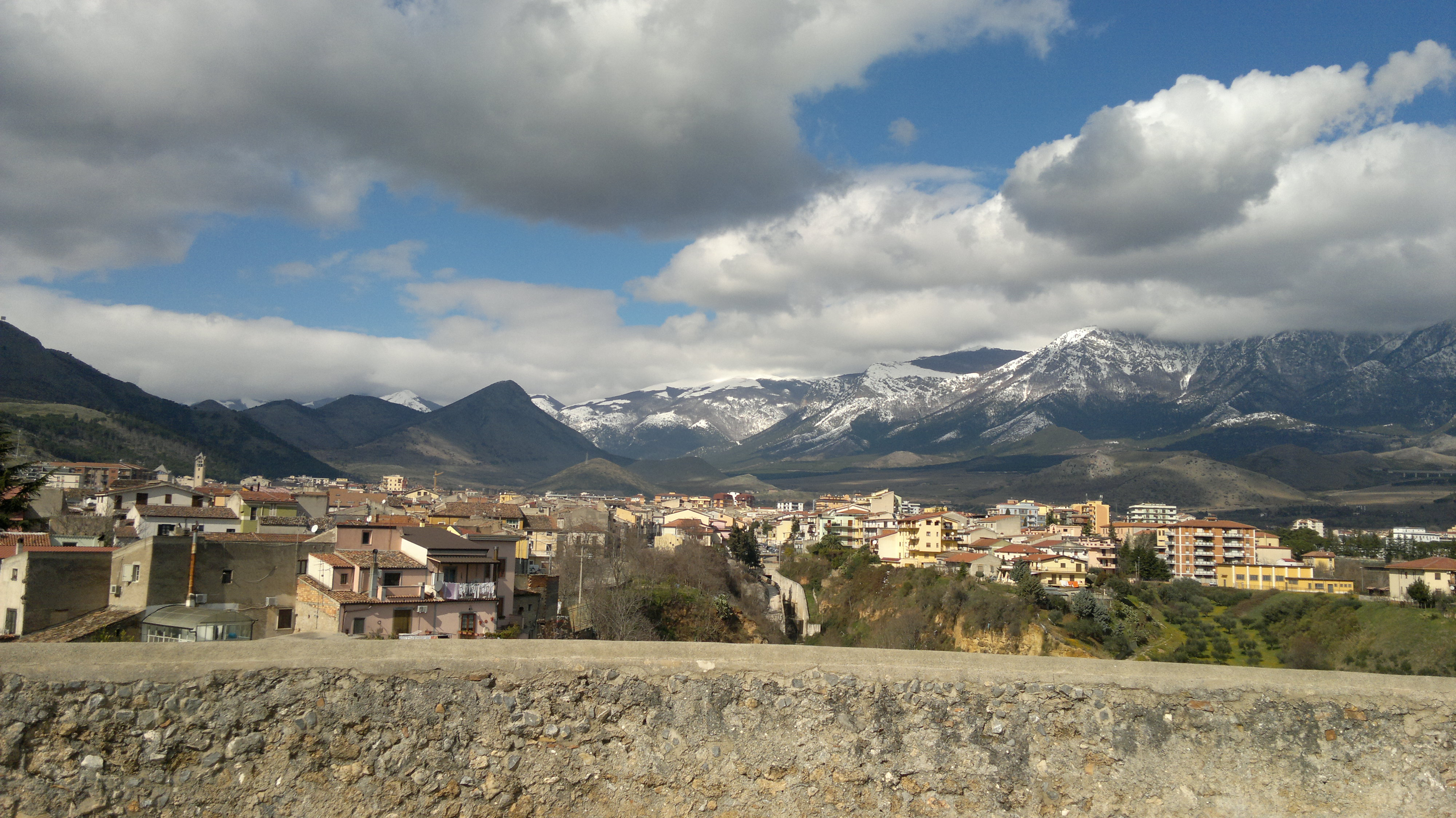
Castrovillari (Calabria).
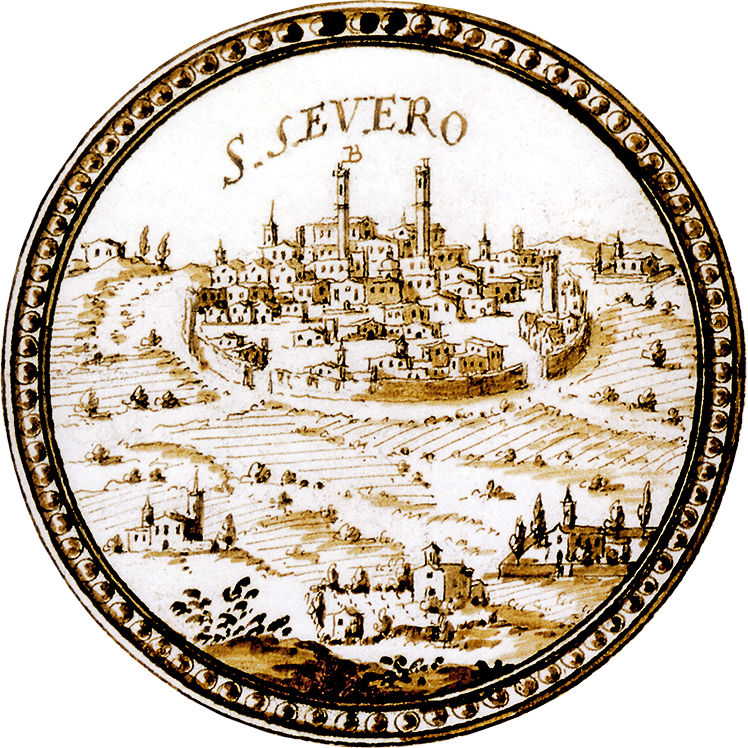
San Severo (Apulia) en 1708.

En el sur de Portugal (al sur del Tajo, regiones de Alentejo y Algarve) se citan como agrociudades los casos de Beja o Montemor-o-Novo.
Entre las agrociudades españolas se citan Carmona, Utrera, Osuna, Constantina, Morón, Lebrija, Marchena, Lora del Río, Puente Genil, Andújar, Cabra,  Baena, Pozoblanco, Úbeda, Baeza, El Ejido —cuyo reciente crecimiento la ha llevado a una cifra de más de ochenta mil habitantes—, etc. Un caso considerado paradigmático es Écija, basada en la continuidad histórica de una estructura de propiedad agraria heredada de la Repoblación en la Reconquista (siglo XIII), que refleja bien el Catastro de Ensenada (1759) y que la Desamortización del siglo XIX no revierte, sino que intensifica; la crisis de los años 1970 produjo una notable disminución de su población, desde los 50.000 hasta los 30.000 habitantes. Lucena se pone como caso de evolución de agrociudad a ciudad media, con un reciente desarrollo industrial y constructivo.
"La Mancha, caracterizada por el equilibrio de sus núcleos más poblados, denominadas tradicionalmente “agrociudades”... Red de Agrociudades Manchegas". Los municipios de la Comunidad de Castilla-La Mancha de más de 15.000 habitantes (a excepción de las cinco capitales provinciales y cuatro poblaciones con funciones más diversificadas -Talavera de la Reina, Puertollano, Hellín, Azuqueca de Henares-) son: Tomelloso, Alcázar de San Juan, Valdepeñas, Villarrobledo, Almansa, Illescas, Manzanares, Daimiel, La Solana y La Roda (Tarancón tiene 14.922).
Se citan como agrociudades murcianas los casos de Jumilla, Yecla, Cieza, Calasparra, etc. (a veces se utiliza el término, de un modo poco estricto, para referirse a ciudades multifuncionales, de mucha mayor población, como Murcia y Lorca).
Como agrociudades extremeñas son citadas Villafranca de los Barros y Don Benito, ambas de la provincia de Badajoz (otros municipios con población superior a los 10.000 habitantes son Olivenza -12.104-, Villafranca de los Barros -13.314-, Montijo -15.961-, Zafra -16.828-, Villanueva de la Serena -26.101-, Almendralejo -35.014-, mientras en la provincia de Cáceres tienen más de 10.000 habitantes Navalmoral de la Mata, Coria y Miajadas); las más pobladas de Extremadura, Plasencia, Mérida y las dos capitales provinciales, son ciudades multifuncionales.
Agrociudades valencianas (Pilar de la Horadada, Novelda, Ribarroja del Turia, Tabernes de Valldigna, Godella, Burriana, etc.)